# Duke of Chandos

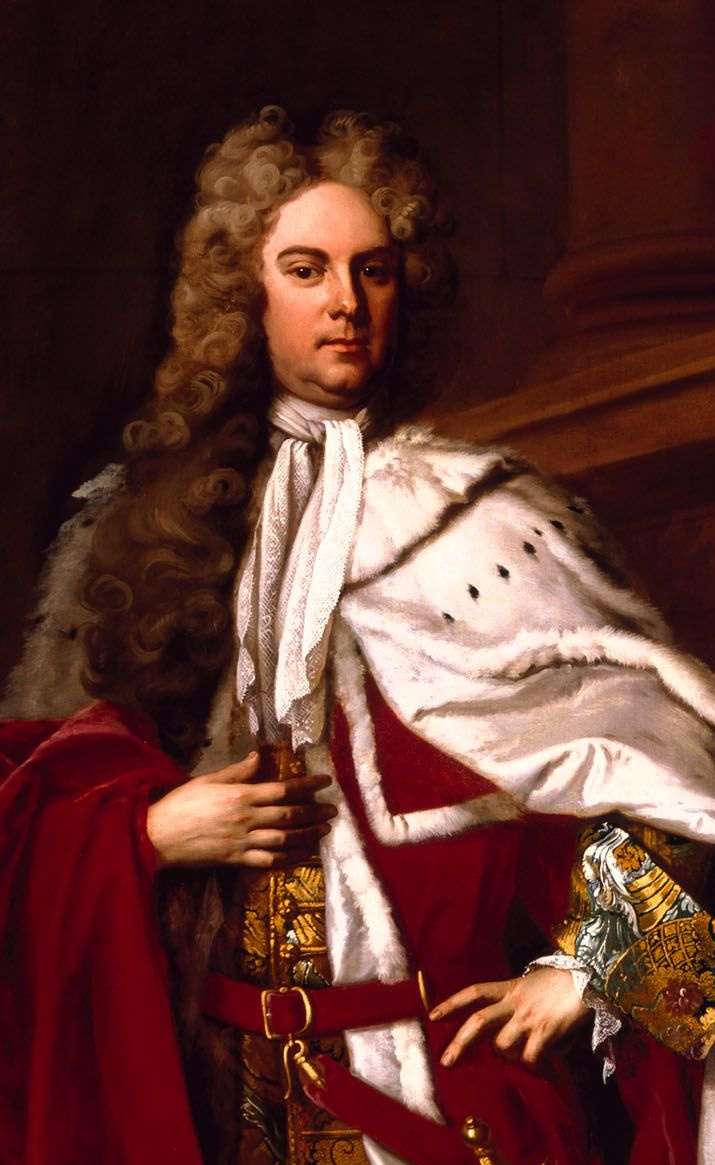
James Brydges, 1. Duke of Chandos

Duke of Chandos war ein erblicher britischer Adelstitel in der Peerage of Great Britain.
Familiensitz der Dukes war Sudeley Castle bei Winchcombe in Gloucestershire, England.

## Verleihung

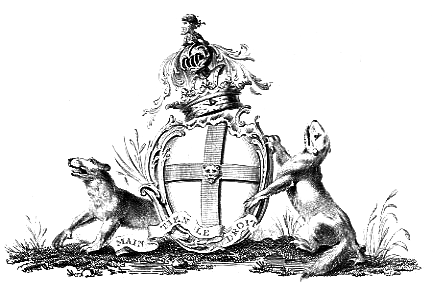
Wappen der Dukes of Chandos

Der Titel wurde am 29. April 1719 an James Brydges, 1. Earl of Carnarvon verliehen. Zusammen mit dem Dukedom wurde ihm der nachgeordnete Titel Marquess of Carnarvon verliehen. Bereits am 19. Oktober 1714 war er zum Earl of Carnarvon und Viscount Wilton erhoben worden und hatte zudem am 16. Oktober 1714 von seinem Vater den am 8. April 1554 in der Peerage of England geschaffenen Titel Baron Chandos, of Sudeley in the County of Gloucester geerbt.
Die Titel erloschen 1789, beim Tod des 3. Dukes. Der Schwiegersohn des verstorbenen 3. Dukes, der 2. Marquess of Buckingham, wurde 1822 zum Duke of Buckingham and Chandos erhoben.

## Dukes of Chandos (1719)
- James Brydges, 1. Duke of Chandos (1673–1744)
- Henry Brydges, 2. Duke of Chandos (1708–1771)
- James Brydges, 3. Duke of Chandos (1731–1789)